# Stefan Locher
Stefan Oliver Locher (Dortmund, 11 de enero de 1968) es un deportista alemán que compitió en remo. Ganó dos medallas de oro en el Campeonato Mundial de Remo, en los años 1996 y 1998, ambas en la prueba de ocho con timonel ligero.

## Palmarés internacional
| Campeonato Mundial | Campeonato Mundial       | Campeonato Mundial | Campeonato Mundial      |
| Año                | Lugar                    | Medalla            | Prueba                  |
| ------------------ | ------------------------ | ------------------ | ----------------------- |
| 1996               | Motherwell (Reino Unido) | Medalla de oro     | Ocho con timonel ligero |
| 1998               | Colonia (Alemania)       | Medalla de oro     | Ocho con timonel ligero |